# Ceratodon crassinervis
Ceratodon crassinervis är en bladmossart som beskrevs av Paul Pablo Günther Lorentz 1866. Ceratodon crassinervis ingår i släktet brännmossor, och familjen Ditrichaceae. Inga underarter finns listade i Catalogue of Life.